# Amy Carmichael
Amy Beatrice Carmichael (16 de diciembre de 1867 - 18 de enero de 1951) fue una misionera cristiana y escritora, reconocida por su labor filantrópica en la India, en donde fundó un orfanato y llevó a cabo una misión en Dohnavur, Tamil Nadu (India). Sirvió en esa gran nación sin permiso durante 55 años y escribió numerosos libros acerca de la obra misionera.

## Biografía
Amy Beatrice Carmichael nació en el pequeño pueblo de Milliesontown,Irlanda del Norte. Sus padres, David y Catherine Carmichael, eran devotos cristianos de denominación presbiteriana y ella era la mayor de siete hermanos. 
En su adolescencia fue enviada a un internado Wesleyano Metodista (Marlborough House) en Yorkshire, Inglaterra. Pero el padre de Amy decidió sacarla del internado al igual que a sus dos hermanos, los cuales asistían a un colegio cercano. Lamentablemente el padre de Amy falleció en 1885, a causa de una neumonía, cuando ella tenía 17 años. Carmichael construyó un edificio de hierro el cual era para mujeres llamadas las del "Chal". El edificio fue bautizado con el nombre de "La Bienvenida". Ahí las del chal podían escuchar el mensaje del evangelio, reunirse con otras mujeres cristianas, animarse unas a otras y aprender nuevas cosas. 
Fue en 1887 en la Convención Keswick en la que escuchó James Hudson Taylor, fundador de la Misión al Interior de China (OMF International), hablar sobre la vida misionera. En 1890 Amy cayo enferma por lo cual se quedó en la mansión de Robert Wilson, la cual se llamaba Broughton Grange. Poco después, ella recibió un llamado de ser misionera, así que se dispuso a ir con la Misión al Interior de China y se preparó en Londres en una casa de formación de las mujeres, donde se reunió con el autor y misionero en China, Mary Geraldine Guinness, quien la animó a seguir el trabajo misionero. Ella estaba lista para zarpar hacia Asia en un momento dado, cuando se determinó que su salud le hizo no apta para el trabajo. Por lo cual regresó a Broughton Grange.
Un tiempo después tuvo un llamado hacia Japón. Así que a principio de marzo en 1892, junto con tres mujeres, zarpó a Shanghái. Al llegar se alojó en la casa de unos misioneros. En Japón Amy se vistió con un kimono y comenzó a hablar acerca del evangelio con las demás personas. Un tiempo después Amy enfermo, y el médico le dijo que debía irse de Japón. Amy se fue a Chefoo en la costa de China. Después de un tiempo se recuperó y fue otra vez a Shanghái. Pero sintió que debía ir a Colombo, Ceilán. En 1894 recibió una carta en la cual uno de los hijos de Robert Wilson le dijo que su padre había sufrido de una ataque al corazón, por lo cual en 24 horas Amy partió a Londres y fue llevada a la mansión de Robert Wilson.  
Un tiempo después Amy decidió ir a la India. Así que en octubre de 1895 partió a la India. Y comenzó la obra misionera, así que se dispuso a esforzarse lo más que podía. Después de un tiempo a Amy le desagrado como trataban a los criados y también se frustro porque no había aprendido casi nada del idioma Tamil, así que se fue con Iyer Walker y su esposa para aprender el idioma Tamil y vivir en una cabaña.
Después de un tiempo Amy comenzó a vestirse con un sari blanco. Amy creó un grupo llamado "El Grupo Estelar" compuesto por mujeres de la india, las cuales dejaron sus creencias para seguir el llamado de Cristo. Este grupo predicaba a las demás personas indias acerca del evangelio. Amy comenzó a recibir niñas en busca de ayuda y refugio, queriendo aprender de Dios. Amy 1902 era Amma (madre) de ocho niñas a las cuales las llevaba a donde ella iba. Amy y las del Grupo Estelar comenzaron a orar para conseguir un nuevo hogar, e Iyer Walker las invitó a trasladarse con él y su esposa al local de la escuela bíblica en Dohnavur. En esa gran cabaña Amy llegó a rescatar a más de 100 niñas y también a varios niños.

## Últimos años, y legado
En 1932, Carmichael fue gravemente herida en una caída que la dejó postrada en cama la mayor parte del tiempo hasta su muerte. Murió en la India en 1951 a la edad de 83 años. La enterraron en el Jardín de Dios y colocaron una fuente para pájaros. En la cual había una sola palabra "Amma".
Su biografía le cita diciendo:

" Se puede dar sin amar; pero no se puede amar sin dar."

Su trabajo misionero inspiró a otros personajes como Jim Elliot y su esposa Elisabeth Elliot quienes perseguían una vocación similar.
Es venerada como santa por la Comunión anglicana. Su festividad es el 18 de enero.

## Libros
(Lista parcial)
- From Sunrise Land: Letters from Japan, Marshall (1895)
- Things as they are; mission work in southern India, London: Morgan and Scott (1905)
- Lotus Buds, London: Morgan and Scott (1912)
- Ragland, pioneer, Madras: S.P.C.K. Depository (1922) (biography of Thomas Gajetan Ragland)
- Walker of Tinnevelly, London: Morgan & Scott (1916) (biography of Thomas Walker)
- Candles in the Dark, Christian Literature Crusade (June 1982)
- Rose from Brier, Christian Literature Crusade (June 1972)
- Mimosa: A True Story, CLC Publications (September 2005)
- If, Christian Literature Crusade (June 1999)
- Gold Cord, Christian Literature Crusade (June 1957)
- Edges of His Ways, Fort Washington: Christian Literature Crusade (1955)
- Mountain Breezes: The Collected Poems of Amy Carmichael, Christian Literature Crusade (August 1999)
- Whispers of His Power, CLC Publications (June 1993)
- Thou Givest They Gather, CLC Publications (June 1970)
- Ploughed Under : The Story of a Little Lover, Society for Promoting Christian Knowledge (SPCK) (1934)
- Kohila: The Shaping of an Indian Nurse, CLC Publications (July 2002)